# 苫小牧港
苫小牧港（日语：／ Tomakomai-kō）是位於日本北海道苫小牧市至勇払郡厚真町一帶的港口。在港灣法上屬於國際據點港灣，在港則法上屬於特定港。現為日本八座中核國際港灣之一。港灣管理者是北海道與苫小牧市設立的特別地方公共團體（一部事務組合）「苫小牧港管理組合」。

## 概要
苫小牧港可分為1963年（昭和38年）開港、擁有世界首座內陸挖掘式港灣的西港區，以及1980年（昭和55年）開港、屬於「苫小牧東部開發計畫」的東港區。該港距離新千歲機場車程約30分，一小時可至札幌市。
該港貨物貿易量占北海道約50%を（平成25年），位居日本全國第4位（平成27年）。國內貨物貿易量高居全國第1位，是北日本最大的國際貿易港。
「苫小牧港大規模挖掘式港灣設施」入選「土木學會選獎土木遺產」。

## 港灣設施

### 西港區
本港地區
- 公共埠頭
  - 南埠頭
    - 1號岸壁
    - 2號岸壁
    - 3號岸壁

  - 西埠頭
    - 1號岸壁
    - 2號岸壁
    - 3號岸壁

  - 北埠頭
    - 1號岸壁
    - 2號岸壁
    - 3號岸壁
    - 4號岸壁

  - 東埠頭
    - 3號岸壁
    - 4號岸壁
    - 5號岸壁
    - 6號岸壁

  - 入船埠頭
    - 入船埠頭岸壁
- 專用設施
  - 開發渡輪埠頭岸壁

真古舞地區
- 公共埠頭
  - 晴海埠頭
    - 1號岸壁
    - 2號岸壁
    - 3號岸壁

  - 中央北埠頭
    - 1號岸壁
    - 1號東岸壁
    - 2號岸壁
    - 3號岸壁
    - 4號岸壁

  - 中央南埠頭
    - 1號岸壁
    - 2號岸壁
    - 3號岸壁
    - 西岸壁
- 專用設施
  - 日輕金中央埠頭岸壁
  - 苫小牧埠頭晴海岸壁
  - 王子製紙晴海埠頭岸壁
  - 苫小牧埠頭専用岸壁
  - 苫小牧埠頭専用桟橋
  - 東西油庫、苫小牧埠頭共同棧橋
  - Japan Oil Network、東西油庫共同棧橋
  - 出光西棧橋
  - 出光專用棧橋
  - 苫小牧火力埠頭荷揚岸壁
  - 苫小牧火力埠頭揚油棧橋
  - 北連苫小牧石油儲藏設施驗收棧橋

勇払地區
- 公共埠頭
  - 勇払埠頭
    - 1號岸壁
    - 2號岸壁
    - 3號岸壁
    - 4號岸壁
    - 5號岸壁
    - 6號岸壁
- 專用設施
  - 日之出電氣化學埠頭岸壁
  - 苫小牧曹達集團共同岸壁
  - 新酸素化學岸壁
  - 石油資源開發岸壁
  - 丸一鋼管岸壁
  - 苫小牧化學専用岸壁

汐見地區
- 專用設施
  - 王子重油泊位

外港地區
- 專用設施
  - 出光海上泊位

### 東港區
弁天地區
- 公共埠頭
  - 中央埠頭
    - 2號岸壁
    - 3號岸壁

濱厚真地區
- 公共埠頭
  - 周文埠頭
    - 2號岸壁
- 專用設施
  - 苫東埠頭岸壁
  - 苫東埠頭1號繫船樁
  - 北電泊位

外港地區
- 專用設施
  - 共備繫船樁

### 公園、海岸
- 入船公園
- 港公園
  - 港園亭 〜港公園烤肉設施
- KIRAKIRA公園（北埠頭綠地）[12]
- 南3號公園
- 故鄉海岸

## 定期航線

### 國際定期航線
參照「國際定期航線狀況一覧」
北美
- NARASAKI STAX
  - 溫哥華港—塔科馬港—苫小牧港—釜山港—博多港—大阪港—名古屋港—清水港—東京港—塔科馬港—溫哥華港

韓國
- North star transport
  - 苫小牧港—新潟港—釜山港
- 北海運輸
  - 釜山港—仙台港（日语：仙台港）—八戶港（日语：八戸港）—苫小牧港—釜山港—釜山新港

中國、韓國
- 北海運輸、苫小牧埠頭
  - 釜山港—新潟港—秋田港—苫小牧港—釜山港—釜山新港—蔚山港—上海港
- 栗林商會（日语：栗林商会）
  - 釜山港—釜山新港—新潟港—苫小牧港—八戶港—仙台港—常陸那珂港（日语：常陸那珂港）—釜山新港—釜山港—蔚山港—光陽港—上海港—寧波港—釜山港
  - 釜山港—釜山新港—新潟港—函館港（3週一次不停）—苫小牧港—釧路港—八戶港—仙台港—常陸那珂港—北九州港—釜山新港—釜山港—蔚山港—光陽港—大連港—青島港—釜山港
- NARASAKI STAX、日本通運
  - 釜山港—釜山新港—石狩灣新港（日语：石狩湾新港）—苫小牧港—釜山港—釜山新港—光陽港—連雲港—青島港
  - 釜山港—釜山新港—石狩灣新港—苫小牧港—室蘭港（隔週）—釜山港—釜山新港—光陽港—天津新港

### 國內定期航線
参照「國內定期航線狀況一覧」
常陸那珂
- 北海運輸
  - 苫小牧港—常陸那珂港
- 近海運輸北海道
  - 苫小牧港—常陸那珂港

京濱
- 苫小牧埠頭
  - 苫小牧港—京濱

東京
- 日本通運
  - 苫小牧港—東京港
- 栗林商會
  - 苫小牧港—東京港
- 苫小牧栗林運輸
  - 苫小牧港—東京港

川崎
- 日本通運
  - 苫小牧港—（八戶港）—川崎港—追濱（日语：追浜）—（川崎港）—仙台港—苫小牧港

横浜
- NARASAKI STAX
  - 苫小牧港—橫濱港
- 苫小牧埠頭
  - 苫小牧港—室蘭港—八戶港—宮古港（日语：宮古港）—仙台港—常陸那珂港—橫濱港—苫小牧港

名古屋
- FUJITRANS CORPORATION（日语：フジトランスコーポレーション）
  - 苫小牧港—仙台港—名古屋港—仙台港—苫小牧港
  - 苫小牧港—八戶港—名古屋港—仙台港—苫小牧港
- 北海運輸
  - 苫小牧港—釧路港—仙台港—東京港—名古屋港—東京港—仙台港—苫小牧港

敦賀
- NARASAKI STAX
  - 苫小牧港—敦賀港（日语：敦賀港）

大阪
- 栗林商會
  - 苫小牧港—釧路港—仙台港—東京港—大阪港—東京港—仙台港—苫小牧港
  - 苫小牧港—釧路港—仙台港—東京港—大阪港—名古屋港—仙台港—苫小牧港
- 日本通運
  - 苫小牧港—釧路港—東京港—大阪港—東京港—苫小牧港

### 渡輪航線

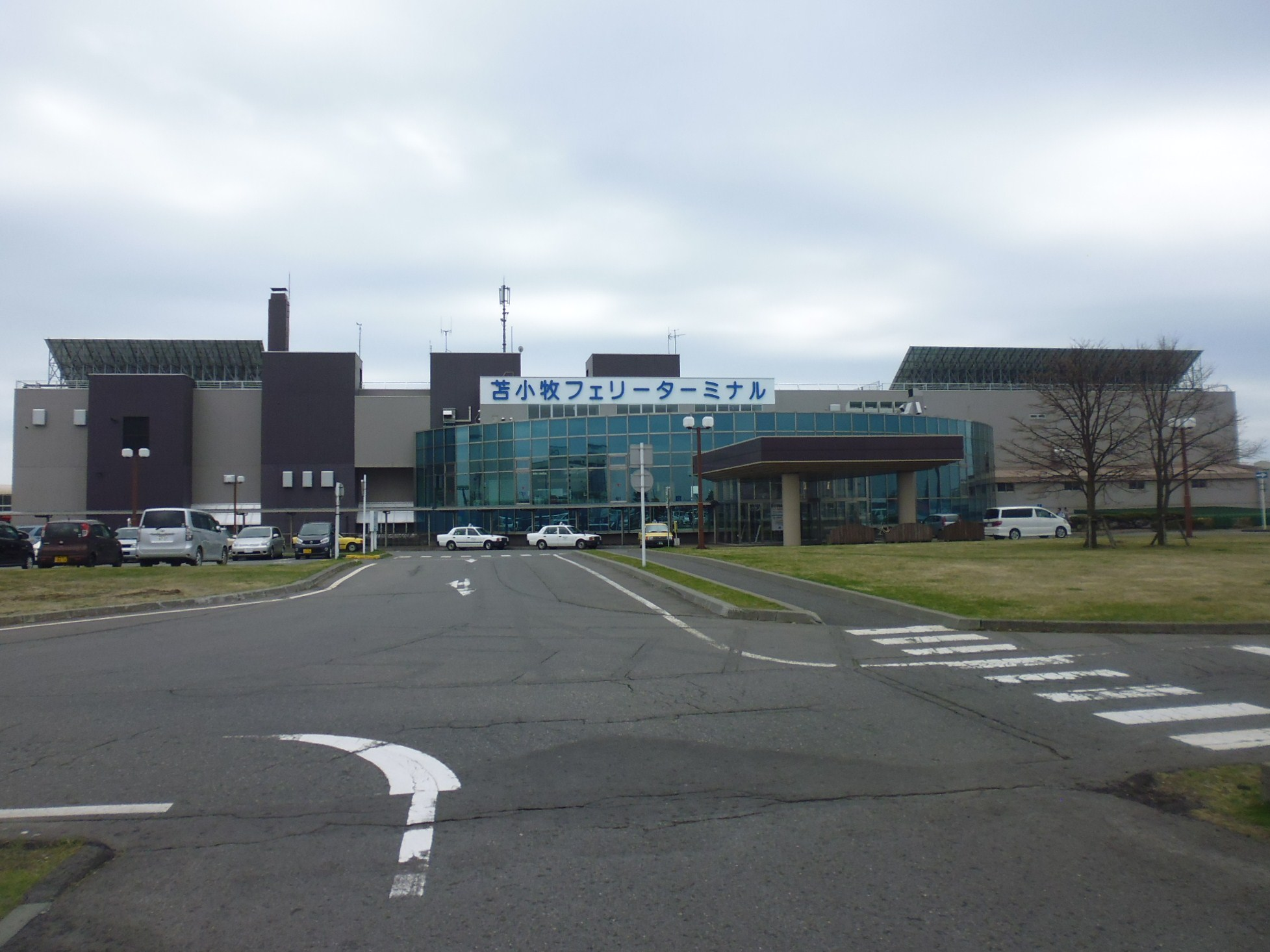
苫小牧西港渡輪碼頭（2017年5月）

參照「定期渡輪一覧」

#### 苫小牧西港渡輪碼頭
{{see|苫小牧西港渡輪碼頭
八戶
- 川崎近海汽船（日语：川崎近海汽船）
  - 苫小牧港—八戶港

仙台
- 太平洋渡輪（日语：太平洋フェリー）
  - 苫小牧港—仙台港

大洗
- 商船三井向日葵（日语：商船三井さんふらわあ）
  - 苫小牧港—大洗港（日语：大洗港）

仙台、名古屋
- 太平洋渡輪
  - 苫小牧港—仙台港—名古屋港

#### 苫小牧東港周文渡輪碼頭
秋田、新潟
- 新日本海渡輪（日语：新日本海フェリー）
  - 苫小牧港—秋田港—新潟港

秋田・新潟・敦賀
- 新日本海渡輪
  - 苫小牧港—秋田港—新潟港—敦賀港

敦賀
- 新日本海渡輪
  - 苫小牧港—敦賀港

## 官公署
- 札幌出入國在留管理局（日语：札幌出入国在留管理局）千歳苫小牧出張所苫小牧分室
- 函館稅關苫小牧稅關支署
- 小樽檢疫所苫小牧出張所
- 橫濱植物防疫所札幌支所室蘭、苫小牧出張所
- 動物檢疫所北海道、東北支所膽振分室
- 北海道開發局（日语：北海道開発局）室蘭開發建設部苫小牧港灣事務所
- 北海道運輸局室蘭運輸支局苫小牧海事事務所
- 第一管區海上保安本部室蘭海上保安部苫小牧海上保安署

## 沿革

### 開港前
苫小牧周邊的漁業在古時稱作「樽前濱」，明治時代末期漁業衰退，當地開始呼籲發展近海漁業。擁有漁業權的今井寅之助在1918年（大正7年）曾嘗試在勇払川河口打造漁港。此為苫小牧建港的先驅。之後，苫小牧町與漁家的永井勇三郎皆試圖建造漁港，但海浪與潮流帶來的泥沙造成漁港淤積宣告失敗。1923年（大正12年），苫小牧町首次向政府與國會呼籲開發勇払原野與苫小牧港。1924年（大正13年），當時的留萌築港事務所長林千秋在北海道廳發行的『港灣持論』中提出「勇払築港論」。1935年（昭和10年）建造試驗突堤，1939年（昭和14年）北海道廳開始研究建港。
戰後，1949年（昭和24年）當選眾議院議員的篠田弘作在國會提出開拓勇払原野與建設工業港的必要性。之後，1935年動工的試驗突堤が被列入港灣調査規則上的「港灣」。1950年（昭和25年）開始防波堤建造試驗工程，昭和26年度國家預算亦加入苫小牧港建港預算。最初，由於距離石狩炭田較近，運輸費用優於室蘭港，苫小牧港是作為石狩炭田往本州的運輸據點港。

### 年表
參照「苫小牧港歷史」
- 1931年（昭和06年）：「苫小牧漁港速成同盟會」成立[19]。
- 1935年（昭和10年）：苫小牧漁港試驗工程動工[19]。
- 1949年（昭和24年）：依據《統計法》指定為「調査指定港灣」。
- 1951年（昭和26年）：苫小牧港動工儀式[19]。
- 1953年（昭和28年）：苫小牧市成為港灣管理者[19]。
- 1954年（昭和29年）：開始漂砂追跡試驗[19]。
- 1960年（昭和35年）：開始內陸挖掘[19]。
- 1963年（昭和38年）：依據港灣法指定為「重要港灣」。第1船入港。
- 1965年（昭和40年）：苫小牧燈塔完工。煤炭運輸岸壁第1船入港[20]。「苫小牧港管理組合」成立並成為港灣管理者。開設貨物定期航線。
- 1966年（昭和41年）：依據關稅法「開港」[21]、漁港區部分啟用（1968年全面啟用）[22]。
- 1967年（昭和42年）：依據植物防疫法指定為「木材輸入特定港」。石油集散基地啟用。依據檢疫法指定為「檢疫港」。
- 1968年（昭和43年）：苫小牧港開發株式會社線開業（1998年結束營運，2001年廢止）[23]。
- 1969年（昭和44年）：國內貨櫃船首次入港[24]。
- 1970年（昭和45年）：依據植物防疫法指定為「穀類輸入特定港」。
- 1972年（昭和47年）：載車渡輪開航（太平洋航路）[25]。依據植物防疫法指定為「木材輸入特定港」[19]。
- 1973年（昭和48年）：依據檢疫法指定為「無線檢疫港」。
- 1974年（昭和49年）：國際貨櫃船首次入港[26]。
- 1975年（昭和50年）：厚真漁業協同組合同意苫小牧東港動工[27]。苫小牧港貨物量首次登上北海道第一。
- 1976年（昭和50年）：東港區動工[28]。
- 1977年（昭和52年）：東港區防波堤動工[29]。
- 1978年（昭和53年）：木漿運輸船定期航線開設，與紐西蘭內皮爾港締結「姊妹港」。 [30]
- 1979年（昭和54年）：苫小牧港年貿易額躍居北海道首位[31]。
- 1980年（昭和55年）：東港區第1船入港[32][33]。
- 1981年（昭和56年）：依據港灣法指定為「特定重要港灣」。
- 1985年（昭和60年）：與中國秦皇島港締結「友好港」。
- 1988年（昭和63年）：開設東南亞定期貨櫃船航線[34]。開設北美定期貨櫃船航線[35]。
- 1989年（平成元年）：第1萬艘外國貿易船入港。
- 1991年（平成03年）：開設韓國定期貨櫃船航線。開設札幌入國管理局千歲苫小牧出張所。函館檢疫所苫小牧出張所改為小樽檢疫所苫小牧支所。
- 1992年（平成04年）：指定為「指定檢疫物（骨粉等）輸入港」。
- 1995年（平成07年）：指定為「指定檢疫物（動物等）輸入港」[19]。開設農林水產省動物檢疫所北海道出張所膽振分室（所在地厚真町）[19]。指定為「外國產食糧輸入港（米）」。
- 1996年（平成08年）：開設中國定期貨櫃船航線[36]。
- 1997年（平成09年）：國際貨櫃碼頭啟用[26]。
- 1999年（平成11年）：載車渡輪開航（日本海航路、東港區）[33]。第2萬艘外國貿易船入港。指定為「外國產食料輸入港（大麥）」。
- 2002年（平成14年）：勇払碼頭啟用[37]。與室蘭港一同指定為「綜合靜脈物流據點港」（Recycle Port）[38]。開設中國、韓國定期貨櫃船航線。
- 2003年（平成15年）：十勝沖地震，出光興產北海道製油所的重油庫發生火災。2日後石油腦庫也隨之起火[39]。這是日本國內首次油庫全面火災[40]。開設韓國、泰國定期コ貨櫃船航線。貨物量超越1億噸[41]。
- 2005年（平成17年）：東港區中央埠頭多功能國際碼頭啟用。指定為「指定檢疫物（肉類）輸入港」。
- 2008年（平成20年）：第3萬艘外國貿易船入港。國際貨櫃碼頭移至東港區[26][42]。
- 2011年（平成23年）：依據港灣法指定為「國際據點港灣」[19]。「開發埠頭渡輪碼頭」、「北埠頭綠地」（KIRAKIRA公園）、「漁港地區」區域登錄為「港灣綠洲（日语：みなとオアシス）」[43][44]。
- 2012年（平成24年）：苫小牧港首座耐震強化岸壁（東港中央埠頭）啟用。國際貨櫃碼頭採用2泊位3起重機體制[26]。
- 2013年（平成25年）：開港50周年[45]。
- 2017年（平成29年）：與石狩灣新港（日语：石狩湾新港）指定為「農水產物輸出據點港灣」[46]。
- 2018年（平成30年）：2018年北海道地震，國際貨櫃碼頭暫時關閉，5日後恢復[47]。

## 姊妹港、友好港
姊妹港
- 內皮爾港（紐西蘭內皮爾）
  - 1978年（昭和53年）締結[48]

友好港
- 秦皇島港（中國秦皇島市）
  - 1985年（昭和60年）締結[48]

## 外部連結
- 苫小牧港管理組合 （页面存档备份，存于）